# Ижевская, Тереса
Тереса Ижевская (пол. Teresa Iżewska; 8 апреля 1933 — 26 августа 1982) —  польская актриса театра, кино и телевидения.

## Биография
Тереса Ижевская родилась в Варшаве. Она изучала сначала химию в Варшавском университете. Актёрское образование получила в Государственной высшей театральной школе (теперь Театральная академия им. А. Зельверовича в Варшаве), которую окончила в 1957 году. Актриса и режиссёр театров во Вроцлаве, Кракове и Гданьске. Выступала в спектаклях «театра телевидения» в 1971—1982 годах. Умерла в Гданьске. Похоронена на Лостовицком кладбище.

## Избранная фильмография
- 1956 — Канал / Kanał
- 1958 — Ранчо Техас / Rancho Texas
- 1958 — База мёртвых людей / Baza ludzi umarłych
- 1961 — Нефть / Nafta
- 1962 — Встреча в «Сказке» / Spotkanie w Bajce
- 1963 — Мансарда / Mansarda
- 1963 — Кодовое название «Нектар» / Kryptonim Nektar
- 1963 — Разводов не будет / Rozwodów nie będzie
- 1969 — Знаки на дороге / Znaki na drodze
- 1972 — Путешествие за улыбку / Podróż za jeden uśmiech
- 1982 — Отплата / Odwet

## Признание
- 1957 — Назначение в Премию BAFTA за лучший кинематографический дебют.
- 1958 — «Lajkonik Filmowy 57» — Приз лучшей актрисе 1957 года в краковском газетном плебисците.